# Frägsta
Frägsta är en by i Forsa socken, Hälsingland. Uttalas "Frekksta" med grav accent på forsamål.
Namnet Frägsta omnämns i en skrift av Winblad von Walter i början av 1900-talet som "Frejstad". Där berättas om en vikingahövding och hans vackra dotter, som bodde på platsen Frejstad, där det även fanns ett frejatempel. I närheten av Frejstad låg enligt berättelsen platsen Åkre. Och så är det än i denna dag.
Frägsta är idag en by med flera gårdar, varav Frägsta Kulturgård är den bäst bevarade, såväl exteriört som interiört. 